# Сарычева, Людмила Ивановна
Людмила Ивановна Сарычева (30 сентября 1926, Москва — 12 ноября 2011, там же) — советский и российский учёный в области космических лучей и физики космоса, доктор физико-математических наук (1975), профессор (1980), лауреат Ломоносовской премии.
Окончила физический факультет МГУ (1949) и аспирантуру. Кандидат физико-математических наук (1953), тема диссертации «Ядерно-активная компонента широких атмосферных ливней и ядерно-каскадный процесс».
Работала в МГУ: ассистент, старший преподаватель, доцент, в 1980—2011 профессор кафедры космических лучей и физики космоса/физики космоса физического факультета. Читала курсы «Ядерная физика», «Физика высоких энергий и элементарные частицы», «Физика фундаментальных взаимодействий».
В 1994—2011 по совместительству главный научный сотрудник отдела экспериментальной физики высоких энергий Научно-исследовательского института ядерной физики.
Доктор физико-математических наук (1975). Профессор (1980).
Область научных интересов: физика высоких и сверхвысоких энергий на ускорителях и в космических лучах.

## Из библиографии
- Мурзин В. С., Башинджагян Г. Л., Ерофеева И. Н., Сарычева Л. И. Природа ядерно-активных частиц на горах. // ЯФ, 1967, т. 5, с. 612—617.
- Мурзин В. С., Сарычева Л. И. Космические лучи и их взаимодействие. — М.: Атомиздат, 1968 (Еngl. transl.: Cosmic Rays and their interactions. Ed. NACA. N.-Y., 1971). — 391 с.
- Мурзин В. С., Сарычева Л. И. Множественные процессы при высоких энергиях, — М.: Энергоиздат, 1971. — 367 с.
- Демьянов А. И., Мурзин В. С., Сарычева Л. И. Ядерно-каскадный процесс в плотном веществе. — М.: Наука, 1977. — 203 с.
- Диденко Л. А., Мурзин В. С., Сарычева Л. И. Асимметрия адронных взаимодействий, — М.: Наука, 1981. — 133 с.
- Проблема «юных» состояний частиц / Демьянов А. И., Мурзин В. С., Сарычева Л. И. — Алма-Ата : ИФВЭ, 1982. — 54 с. : 5 л. граф.; 20 см.
- Взаимодействия адронов высоких энергий / В. С. Мурзин, Л. И. Сарычева. — М. : Наука, 1983. — 287 с. : ил.; 22 см.
- Мурзин В. С., Сарычева Л. И. Физика адронных процессов. — М.: Энергоиздат, 1986. — 203 с.

### Учебные пособия
- Практикум по физике космических лучей (редактор) (1979),
- Множественное рождение частиц при высоких энергиях / Т. П. Аминева, Л. И. Сарычева; МГУ им. М. В. Ломоносова, НИИ ядер. физики, Каф. космич. лучей и физики космоса. — М. : Изд-во МГУ, 1987. — 86 с. : ил.; 20 см.
- Специальный ядерный практикум, физика высоких энергий (редактор) (1998),
- Фундаментальные взаимодействия и космические лучи (1999),
- Введение в физику микромира — физика частиц и ядер (2005).
  - Введение в физику микромира : физика частиц и ядер : учеб. пос. для студ. ВУЗов по спец. 010701.65 «Физика» и 010702.65 «Астрономия» / Л. И. Сарычева. — Изд. 4-е. — Москва : URSS : Либроком, 2012. — 220, [1] с. : ил., табл.; 21 см; ISBN 978-5-397-02675-8
- Физика высоких энергий и элементарные частицы : спецкурс / Сарычева Л. И. ; МГУ им. М. В. Ломоносова, НИИЯФ им. Д. В. Скобельцына. — Москва : КДУ, 2007. — 121 с. : ил.; ISBN 978-5-98227-460-1
- Физика фундаментальных взаимодействий : спецкурс / Сарычева Л. И. ; МГУ им. М. В. Ломоносова, НИИЯФ им. Д. В. Скобельцына. — Москва: Университетская кн., 2009. — 219 с. : ил., табл.; 21 см; ISBN 978-5-91304-071-8

### Редакторская деятельность
- Специальный ядерный практикум. Физика высоких энергий : [учеб. пос.] / МГУ им. М. В. Ломоносова, Отд-ние ядерной физики Физ. фак. МГУ, Каф. физики космоса [и др.]; [под ред. Л. И. Сарычевой]. — Москва : Университетская кн., 2009. — 137 с. : ил., табл.; 20 см; ISBN 978-5-91304-093-0

## Награды и звания
- Лауреат премии им. М. В. Ломоносова (1960) в составе авторского коллектива за работу «Об особенностях взаимодействия нуклонов высокой энергии с лёгкими и тяжёлыми ядрами».
- Заслуженный деятель науки РФ (2002).